# Strzyżowa
Strzyżowa (424 m n.p.m.) – wzniesienie w zachodniej części Grzbietu Małego Gór Kaczawskich, położone ponad Strzyżowcem. Zbudowany jest ze staropaleozoicznych skał metamorficznych – fyllitów, łupków kwarcowo-serycytowych i łupków serycytowo-muskowitowo-chlorytowo-kwarcowych, należących do metamorfiku kaczawskiego. Całe wzniesienie zajęte jest przez pola i łąki, z których rozciągają się dalekie widoki.